# Christian Joachim (Künstler)
Christian Joachim (geboren als Christian Petersen 30. Oktober 1870 in Kopenhagen; gestorben 24. November 1943 in Frederiksberg) war ein dänischer Keramiker und Maler.

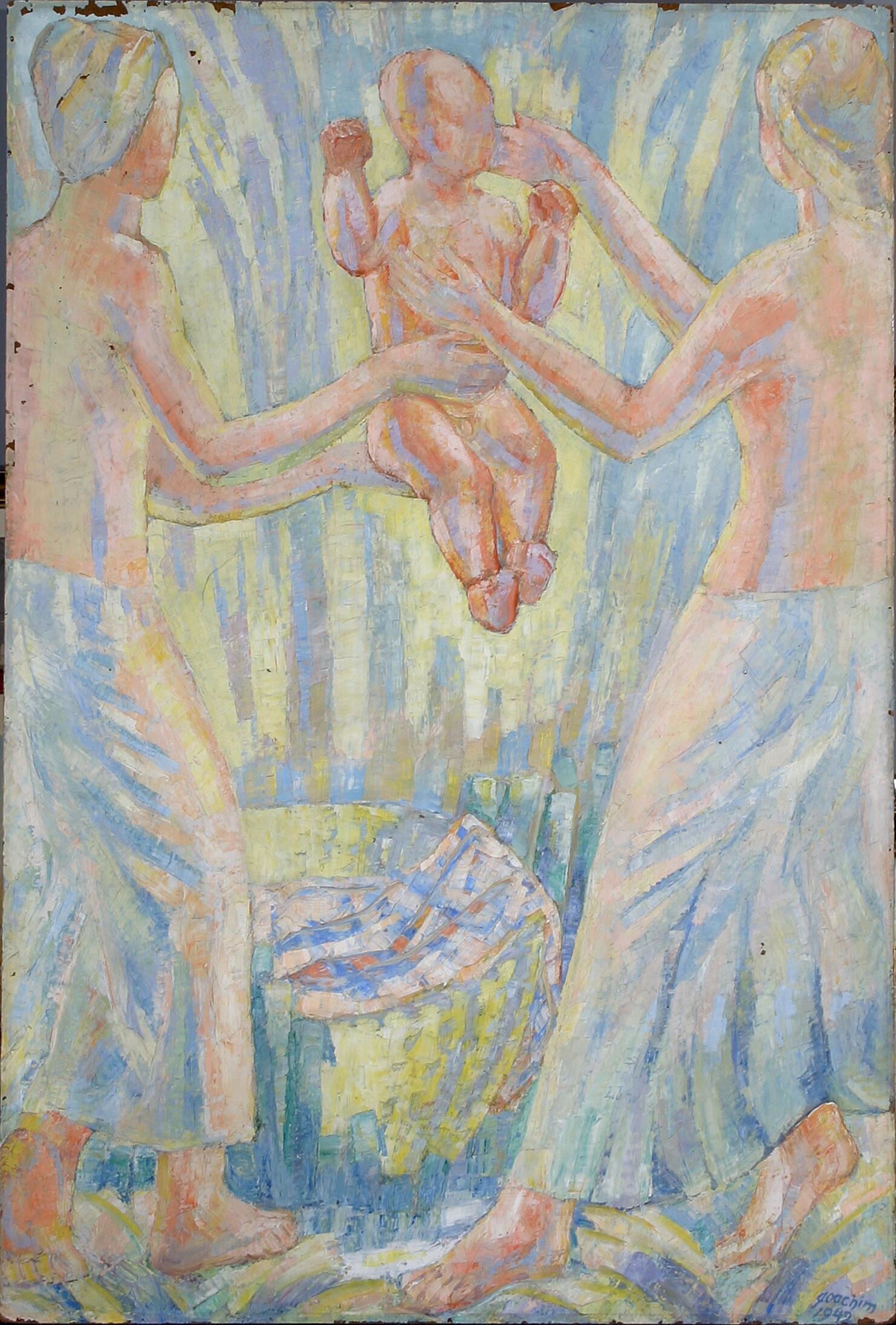
Paar mit Kind (1942)

## Leben
Christian Petersen verlor im Alter von sechs Jahren seinen rechten Arm und erlernte die Malerei mit der linken Hand. Er besuchte die Technische Schule und studierte ab 1887 an der Kunstakademie Kopenhagen. Er arbeitete in den 1890er Jahren für die Keramikfabrik P. Ipsens Enke. 1897 bis 1901 arbeitete er mit dem Silberschmied Georg Jensen zusammen, wobei sie den technischen Brennvorgang der Keramik weiterentwickelten. Ab 1901 arbeitete er für die Keramikfabrik Aluminia und entwickelte mit Harald Slott-Møller eine bunte, kräftig dekorierte Kunstfayence. 1911 wurde er künstlerischer Leiter der Aluminia und änderte seinen Familiennamen in Christian Joachim. Von 1922 bis 1933 leitete er auch das Programm der zu dem Unternehmen gehörenden Royal Copenhagen und entwarf unter anderem ein Eisenporzellanservice für Hospitäler. Später widmete er sich wieder der Malerei. 